# 神崎紫電
神崎紫電（日语：神崎 紫電，1985年8月—），日本小說家、輕小說作家。出生於北海道，現居東京都。

## 經歷
- 2007年，以獲得第一屆小學館輕小說大赏GAGAGA文庫部門大賞，後作為處女作、系列第1卷，在GAGAGA文庫正式出版時，將作品名改為《臨界殺機（日语：マージナル）》。
- 2011年，於電擊文庫出版《黑色子彈》第1卷，2014年出版第七卷，暫無續集消息。
- 2011年，於GAGAGA文庫出版。

## 作品
- 《臨界殺機（日语：マージナル）》（GAGAGA文庫、2007年；中文版代理：東立出版社）
- 《黑色子彈》（電擊文庫、2011年；中文版代理：台灣角川）
- （GAGAGA文庫、2011年）

## 外部連結
- http://kanzakisiden.blog.fc2.com/ （页面存档备份，存于）（本人Blog）
- 神崎紫電的X（前Twitter）